# Andreas Frewer
Andreas Frewer (* 1966 in Erlangen) ist ein deutscher Arzt, Medizinethiker und Medizinhistoriker. Frewer lehrt am Institut für Geschichte und Ethik der Medizin der Friedrich-Alexander-Universität Erlangen-Nürnberg.

## Leben
Frewer studierte Philosophie, Medizingeschichte und Humanmedizin in München, Erlangen, Marburg und Berlin. Auslandsaufenthalte führten ihn u. a. nach Wien, Oxford und Jerusalem. Den „European Master in Bioethics“ absolvierte er 2002–2003 an den europäischen Universitäten Leuven, Padua, Nijmegen und Basel. Von 1994 bis 1998 arbeitete er als Arzt in der Inneren Medizin am Virchow-Klinikum der Charité (Rotationen in Intensivmedizin, Notaufnahme, Nephrologie, Hämatologie und Onkologie, Internistische Poliklinik etc.) und wurde 1998 an der Freien Universität Berlin promoviert. Von 1998 bis 2002 war Frewer als wissenschaftlicher Assistent an der Abteilung für Ethik und Geschichte der Medizin der Universität Göttingen tätig sowie Mitglied der Ethikkommission und der Studienkommission. 2002 DAAD-Gastdozentur am International University Center (IUC) in Dubrovnik (Sommerkurse). 2002 Berufung als W1-Professor an die Medizinische Hochschule Hannover (MHH). 2004 übernahm er zusätzlich die kommissarische Leitung des Senckenbergischen Instituts für Geschichte und Ethik der Medizin an der Goethe-Universität Frankfurt am Main. 2006 habilitierte er sich für das Fach Geschichte, Theorie und Ethik der Medizin. Im selben Jahr übernahm Frewer die kommissarische Leitung der Professur für Ethik in der Medizin der Friedrich-Alexander-Universität Erlangen-Nürnberg, im folgenden Jahr die Leitung. Rufe nach Hannover wie auch an die Universität Zagreb lehnte er ab.
2009 war er beteiligt an der Forschergruppe „Herausforderungen für Menschenbild und Menschenwürde durch neuere Entwicklungen der Medizintechnik“ am Center for Interdisciplinary Research (ZiF) der Universität Bielefeld. 2010 hatte Frewer die Leitung der BMBF-Klausurwoche „Klinische Ethik“/„Clinical Ethics“. 2012/13 Projekt „Global Health Ethics“, u. a. in Kooperation mit der World Health Organisation (WHO), Genf. 2013 Aufbau des Studienfachs „Medizin- und Bioethik“ an der SRH Wilhelm Löhe Hochschule Fürth (WLH). 2013/14 Kooperation mit der World Health Organisation (WHO), Eröffnung der Ausstellung „Global Health Ethics“ in Genf (und später auch anderen internationalen Städten).
2014–2017 initiierte und leitete Frewer das EFI-Exzellenz-Projekt „Human Rights in Healthcare“. Daraus entstand die Gründung des Zentrums für Menschenrechte/„Centre for Human Rights Erlangen-Nürnberg“ (CHREN) an der FAU. 2018–2021 Leitung des Graduiertenkollegs „Menschenrechte und Ethik in der Medizin für Ältere“ (gemeinsam mit Heiner Bielefeldt) sowie alleinige Leitung seit der zweiten Förderphase (2021–2025). Förderung durch die Josef und Luise Kraft-Stiftung.

## Arbeitsschwerpunkte
Ethik und Geschichte der Medizin, Klinische Ethik und Ethikberatung, Medizin und Menschenrechte, Fragen von Lebensende und „Euthanasie“, Historische Probleme der Medizinethik.

## Auszeichnungen
2012 erhielt Frewer den Brocher Award, 2019 den Erlanger Medizinpreis und 2021 den Sonderpreis desTheo und Friedl Schöller-Preises.